# Arbailaju
Arbailaju, też Arba’ilaju (akad. Arbailāiu, też Arba’ilāju; w transliteracji z pisma klinowego zapisywane zazwyczaj marba-ìl-a-a i mURU.arba-ìl-a-a; tłum. „Pochodzący z Arbeli”) – wysoki dostojnik, wielki skarbnik (masennu rabû) asyryjskiego króla Aszurbanipala (668–627? p.n.e.); zgodnie z Asyryjską listą eponimów w 661 r. p.n.e. pełnić miał też urząd eponima (limmu). Jego imieniem jako eponima datowane są dokumenty z Niniwy, Kalhu, Aszur i Ma’allanate.